# Rinodina fuscoisidiata
Rinodina fuscoisidiata är en lavart som beskrevs av Giralt, Kalb & Elix. Rinodina fuscoisidiata ingår i släktet Rinodina och familjen Physciaceae.   Inga underarter finns listade i Catalogue of Life.